# 白腹蓝姬鹟
白腹蓝姬鹟（学名：Ficedula cyanomelana）为鶲科姬鶲属的鸟类。该物种的模式产地在日本。

## 亚种
- 白腹蓝姬鹟东北亚种（学名：Ficedula cyanomelana cumatilis）。在中国大陆，分布于华东、西至甘肃、四川、贵州、云南等地。该物种的模式产地在湖北。[2]
- 白腹蓝姬鹟指名亚种（学名：Ficedula cyanomelana cyanomelana）。在中国大陆，分布于吉林、河北、天津、山东、江苏、浙江、福建、广东、贵州、广西、海南等地。该物种的模式产地在日本。[3]